# Подгорье (Гомельская область)
Подгорье (бел. Падгор'е) — упразднённый посёлок в Неглюбском сельсовете Ветковского района Гомельской области Белоруссии.
В результате катастрофы на Чернобыльской АЭС и радиационного загрязнения жители переселены в чистые места.

## География
Расположена в 25 км на северо-восток от Ветки, 47 км от Гомеля. Транспортные связи по просёлочной, затем автомобильной дороге Столбун — Ветка. Застройка деревянная усадебного типа.

## История
Основан в начале XIX века. В 1926 году в Глыбовском сельсовете Светиловичского района Гомельского округа. В 1930 году жители вступили в колхоз. В 1959 году входил в состав совхоза «Громыки» (центр — деревня Новые Громыки).  В 1990-е годы жители отселены.
С 29 ноября 2005 года исключён из данных по учёту административно-территориальных и территориальных единиц.

## Население
- 1816 год — 2 двора.
- 1926 год — 23 двора, 92 жителя.
- 1940 год — 140 жителей.
- 1959 год — 75 жителей (согласно переписи).
- 1990-е — жители отселены.